# Методи Стършенов
Методи Стършенов е български просветен деец и общественик.

## Биография
Методи Стършенов е роден в град Кичево, тогава в Османската империя, днес в Северна Македония. По професия е учител. Влиза във Вътрешната македоно-одринска революционна организация.
След Младотурската революция в 1908 година става деец на Съюза на българските конституционни клубове и е избран за делегат на неговия Учредителен конгрес от Кичево.
Попаднали под сръбска окупация, българите от Кичевско изпращат делегация до София, предвождана от кичевските учители свещеник Симеон Поплазаров, Методи Стършенов и Г. Иванов, с цел да се яви пред българския министър-председател Иван Евстратиев Гешов, да помоли за помощ и да проси бързо и енергично застъпничество за измъченото кичевско население. През април 1913 година делегациите от Кичевския край публикуват и мемоара „Кичево в миналото си и сега“, който да запознае българската общественост с историята на техния край и методите на новите сръбски окупационни власти.
Деец е на Кичевското благотворително братство и на Илинденската организация.
Женен е за учителката Донка Стършенова. Баща е на Кирила Стършенова, Балчева по съпруг, и на пианиста, професор Богомил Стършенов.